# بمس خسوس دا سرا
بمس خسوس دا سرا (به پرتغالی: Bom Jesus da Serra) یک منطقهٔ مسکونی در برزیل است که در باهیا واقع شده‌است. بمس خسوس دا سرا ۹٬۸۲۳ نفر جمعیت دارد.